# Pratt (Wirginia Zachodnia)
Pratt – miasto w Stanach Zjednoczonych, w stanie Wirginia Zachodnia, w hrabstwie Kanawha.